# SQL2JAVA
SQL2JAVA é um programa gratuito de Mapeamento Objeto-Relacional. Ele mapeia qualquer esquema relacionais para uma API Java para acessar o esquema de banco de dados.

## Sobre o Programa
SQL2JAVA faz com que desenvolvedores Java mapeiem rapidamente um esquema de banco de dados relacional para um conjunto de classes. Essas classes podem ser implementadas com seu próprio método e usadas em qualquer programa Java. O gerador de código utiliza o método JDBC para a persistência e não necessita de bibliotecas de execução.
Ele suporta virtualmente qualquer banco de dados que podem acessar através de um drive JDBC. Isso inclui:
- Oracle 8i, 9
- SQL Server - MSSQL
- PostgreSQL
- MySQL
- Sybase
- HSQL Database Engine
- Informix

A recuperação de chaves auto-geradas é também suportada até quando o drive der suporte para isso. Para dar suporta a um novo banco de dados, basta apenas editar o arquivo sql2java.propertier.

## Características
| Bom em         | Porque … |
| -------------- | --- |
| Aprender       | 5 minutos para configurar, gerar e rodar um exemplo real.                                                                                 |
| Instalação     | Instale os códigos, digites alguns comandos e pronto..                                                                                    |
| Documentação   | Gera documentação automática que é usável.                                                                                                |
| Configuração   | Mapeamento automático dos campos do banco de dados.                                                                                       |
| Banco de Dados | Suporte para Oracle, MYSQL, HSQL e qualquer outro que vem com o drive JDBC que suporta a recuperação de uma chave auto-gerada.            |
| Identidade     | Recebe chaves auto-geradas.. |
| Transação      | Manipulação conveniente de transação |
| Conexão        | Usa o datasource ou o Driver getConnection.                                                                                               |
| Performance    | Atualiza ou salva apenas quando é necessário                                                                                              |
| Performance    | Usa declarações pré-configuradas, então o banco de dados não precisa rescrever as buscas todas as vezes                                   |
| Configuração   | Incluí um listener para o ciclo de vida dos eventos, então você poderá colocar código antes e depois da inserção, atualização e exclusão. |
| Manipulação    | Requer um conhecimento mínimo de SQL (sempre é bom tem algum).                                                                            |
| Relacionamento | Suporta os relacionamentos 1-para-1, muitos-para-1, e muitos-para-muitos.                                                                 |
| Extensão       | Facilmente extensível, ambos os códigos gerador e o gerado é baseado em template.                                                         |
| Construção     | Ele já vem com um exemplo pronto para trabalhar.                                                                                          |